# Zooey Deschanel

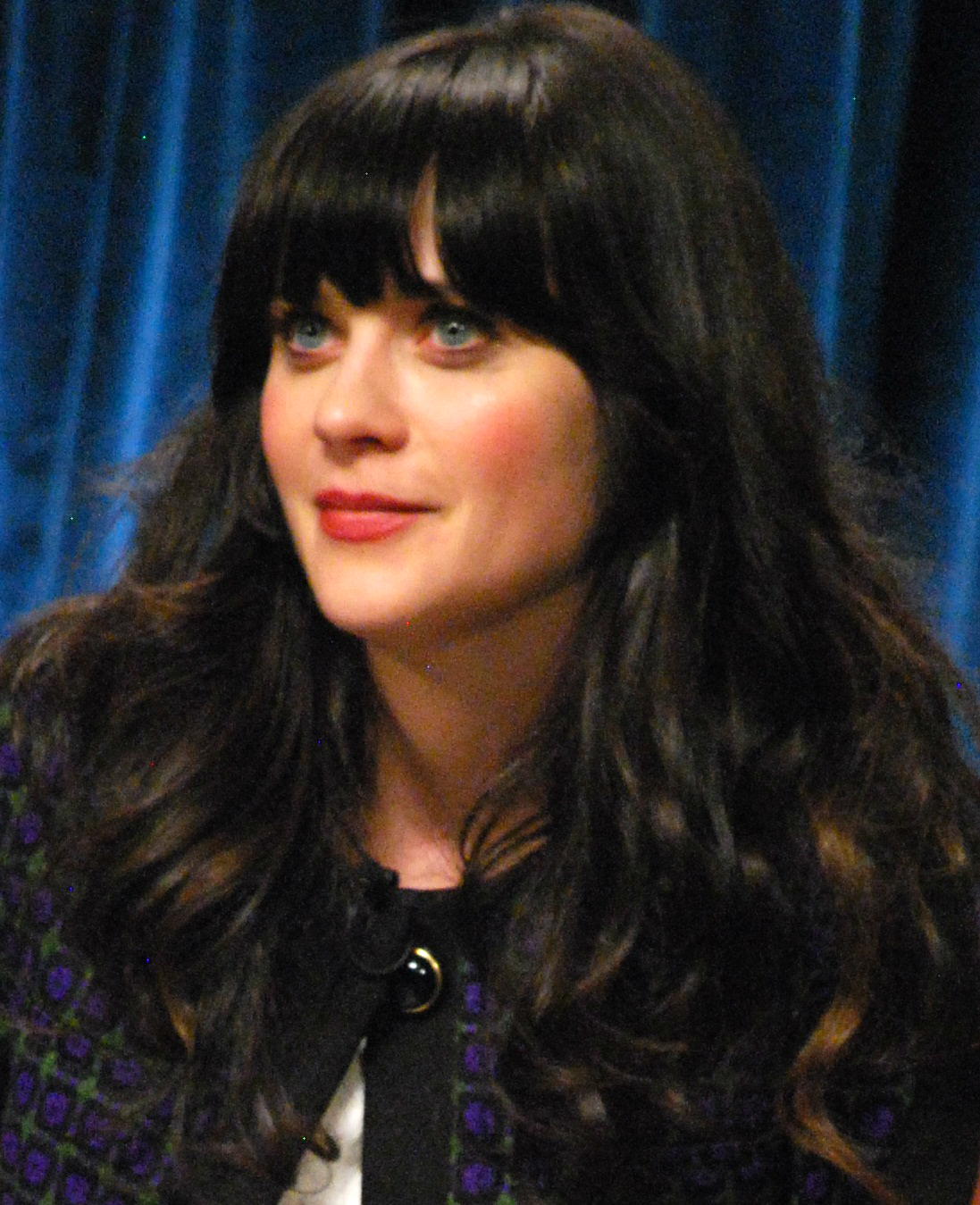
Zooey Deschanel (2012)

Zooey Claire Deschanel (ur. 17 stycznia 1980 w Los Angeles) – amerykańska piosenkarka i aktorka. Trzykrotnie nominowana do Złotego Globu za rolę w serialu Jess i chłopaki.

## Życiorys
Urodziła się w Los Angeles, jako córka Caleba Deschanela, pięciokrotnie nominowanego do Oscara operatora filmowego i Mary Jo Deschanel, aktorki. Jej siostrą jest Emily Deschanel, aktorka występująca w serialu Kości.
Swój filmowy debiut Zooey miała w 1999 roku, w filmie Lawrence’a Kasdana – Mumford i niedługo po tym stała się znana dzięki zapadającym w pamięć drugoplanowym rolom w takich filmach jak: U progu sławy (Almost Famous, 2000), Nowy (The New Guy, 2002), Wielkie kłopoty (Big Trouble, 2002) oraz Życiowe rozterki (The Good Girl, 2002). Następnie zaczęła grać główne role m.in. w ekranizacji powieści Douglasa Adamsa – Autostopem przez Galaktykę (The Hitchhiker’s Guide to the Galaxy, 2000) oraz w takich filmach jak: Dziewczyny z krwi i kości (All the Real Girls, 2003), Elf (2003), Oby do wiosny (Winter Passing, 2005), Miłość na zamówienie (Failure to Launch, 2006) oraz Zdarzenie (The Happening, 2008).
Za rolę w filmie 500 dni miłości, gdzie zagrała u boku Josepha Gordona-Levitta, otrzymała nominację do nagrody Satelity w kategorii: najlepsza aktorka w filmie komediowym lub musicalu.
Śpiewała w kilku swoich filmach, a jej debiutancki album Volume One (nagrany razem z M. Wardem pod nazwą She & Him) został wydany w jej rodzimym kraju 18 marca 2008 roku.
Aktorka jest żoną producenta Jacoba Pechenika. Mają dwoje dzieci: córkę Elsie (ur. lipiec 2015) i syna Charliego (ur. maj 2017). Para jest w separacji.

## Filmografia

### Filmy fabularne
- 1999: Mumford jako Nessa Watkins
- 2000: U progu sławy (Almost Famous) jako Anita Miller
- 2001: W głąb siebie (Manic) jako Tracy
- 2002: Wielkie kłopoty (Big Trouble) jako Jenny Herk
- 2002: Porzucona (Abandon) jako Samantha Harper
- 2002: Życiowe rozterki (The Good Girl) jako Cheryl
- 2002: Nowy (The New Guy) jako Nora
- 2002: Sweet Friggin’ Daisies jako Zelda
- 2003: Dziewczyny z krwi i kości (All the Real Girls) jako Noel
- 2003: It’s Better to Be Wanted for Murder Than Not to Be Wanted at All jako Obsługa stacji benzynowej
- 2003: Elf jako Jovie
- 2003: Whatever We Do jako Nikki
- 2003: House Hunting jako Christy
- 2004: Epitafium (Eulogy) jako Kate Collins
- 2005: Autostopem przez Galaktykę (The Hitchhiker’s Guide to the Galaxy) jako Trillian
- 2005: Once Upon a Mattress jako Lady Larken
- 2005: Oby do wiosny (Winter Passing) jako Reese Holden
- 2006: Live Free or Die jako Cheryl
- 2006: Miłość na zamówienie (Failure to Launch) jako Kit
- 2007: The Good Life jako Frances
- 2007: The Go-Getter jako Kate
- 2007: Na fali (Surf’s Up) jako Lani Aliikai (głos)
- 2007: Most do Terabithii (Bridge to Terabithia) jako Panna Edmunds
- 2007: Raving jako Katie
- 2007: Flakes jako Panna Pussy Katz
- 2007: Zabójstwo Jesse’ego Jamesa przez tchórzliwego Roberta Forda (The Assassination of Jesse James by the Coward Robert Ford) jako Dorothy Evans
- 2008: Zdarzenie (The Happening) jako Alma Moore
- 2008: Jestem na tak (Yes Man) jako Allison
- 2008: Gigantyczny (Gigantic) jako Harriet ‘Happy’ Lolly
- 2009: 500 dni miłości (500 Days of Summer) jako Summer Finn
- 2010: Wasza wysokość (Your Highness) jako Belladonna
- 2011: Nasz brat idiota (Our Idiot Brother) jako Natalie Rochlin
- 2015: Rock the Kasbah jako Ronnie
- 2015: The Driftless Area jako Stella
- 2016: Trolle (Trolls) jako Bridget (głos)

### Seriale telewizyjne
- 1998: Sekrety Weroniki (Veronica’s Closet) jako Elena
- 2002: Frasier jako Jen
- 2004: Cracking Up jako Heidi
- 2005: Amerykański tata (American Dad!) jako Kim – francuska służąca (głos)
- 2006–2007: Trawka (Weeds) jako Kat
- 2007: Blaszany bohater (Tin Man) jako DG
- 2007: Drunk History jako Mary Todd Lincoln
- 2008: Simpsonowie (The Simpsons) jako Mary (głos)
- 2009: Kości (Bones) jako Margaret Whitesell
- 2011-2018: Jess i chłopaki (New Girl) jako Jessica Day

## Dyskografia
- 2008: She & Him – Volume One
- 2010: She & Him – Volume Two
- 2011: A Very She and Him Christmas
- 2013: She & Him – Volume 3